# Otto Gussmann

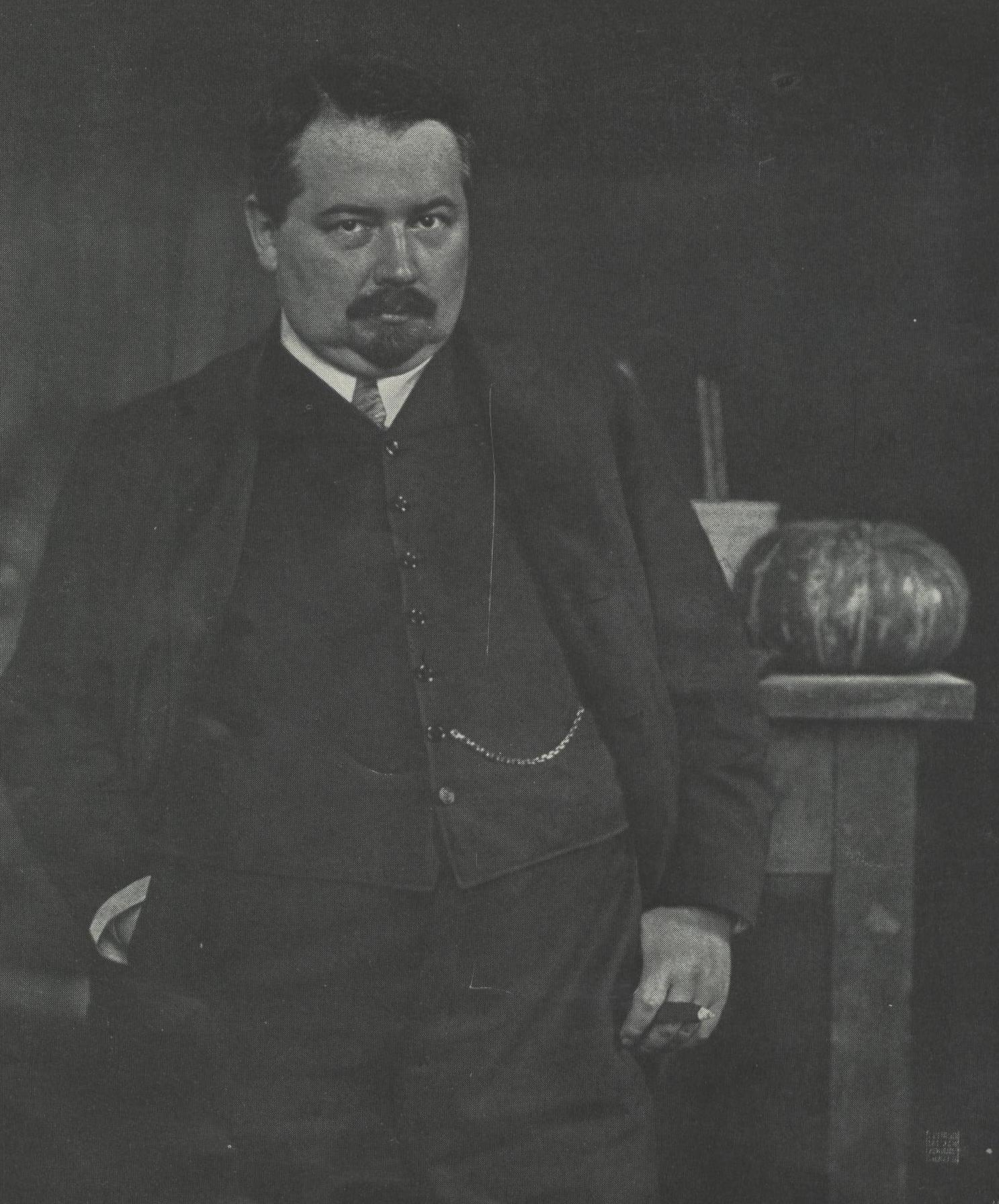
Otto Gussmann, fotografiert von Hugo Erfurth

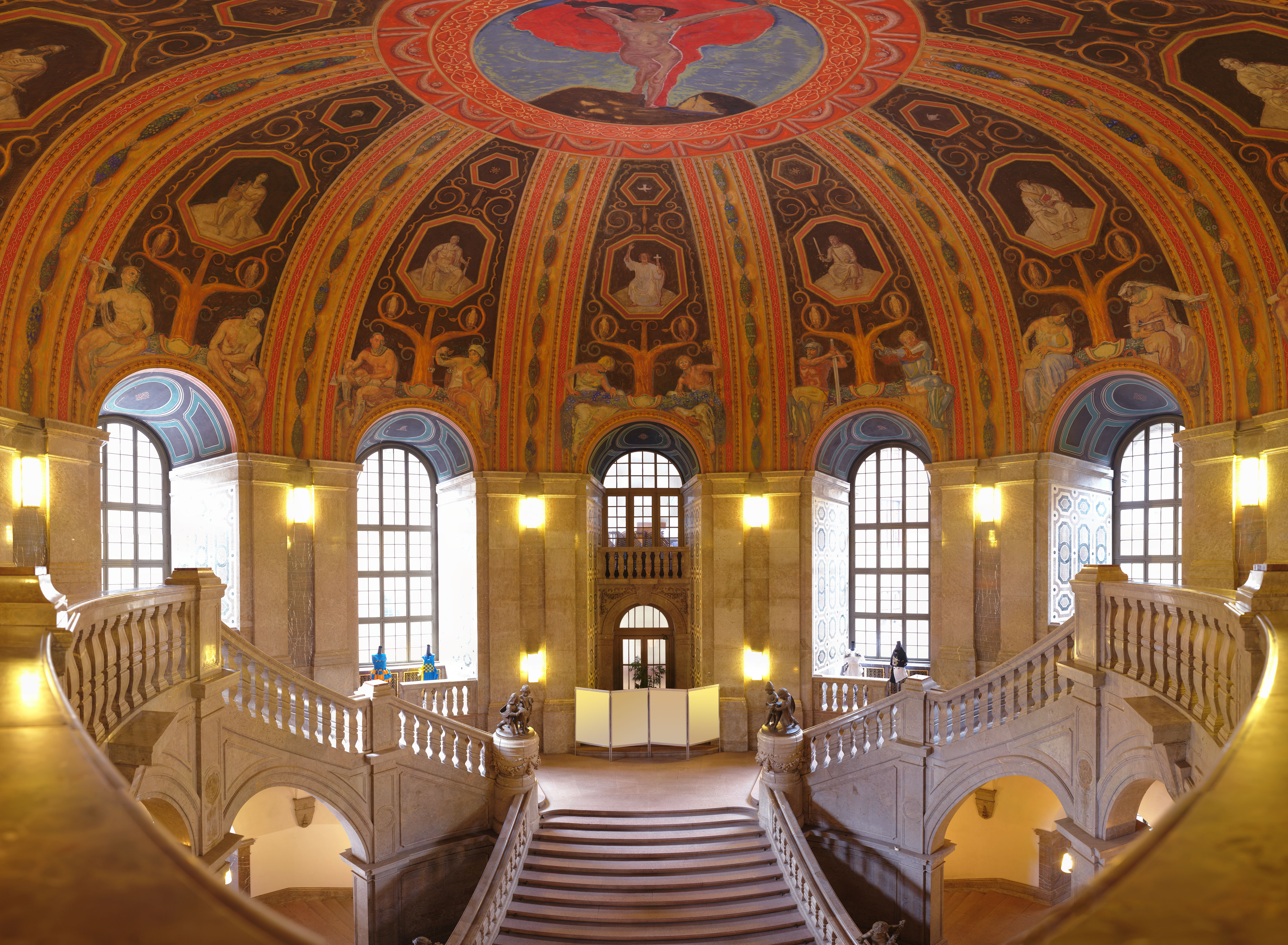
Treppenhaus im Neuen Rathaus Dresden

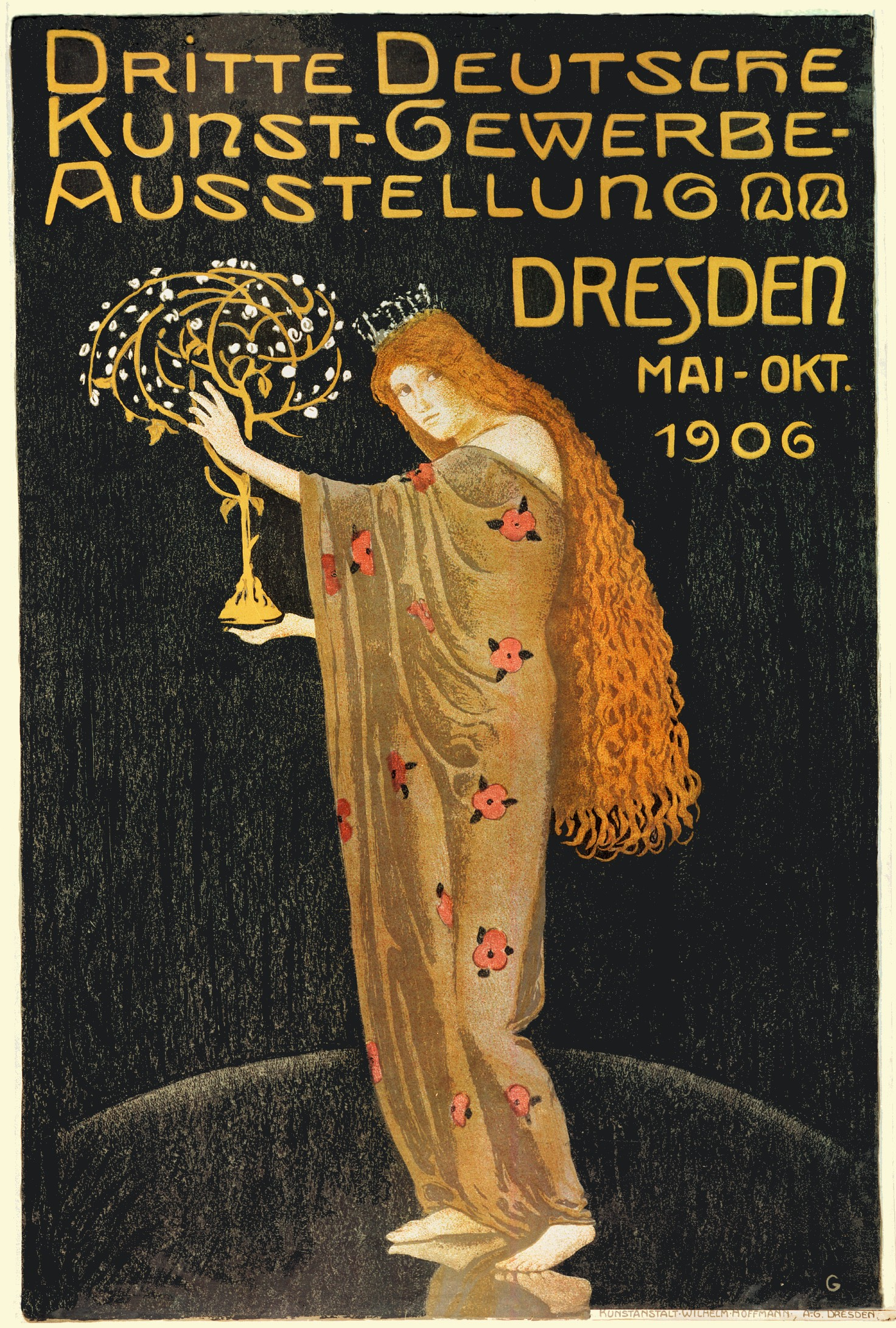
Plakat von Gussmann für die Dritte Deutsche Kunstgewerbeausstellung Dresden 1906

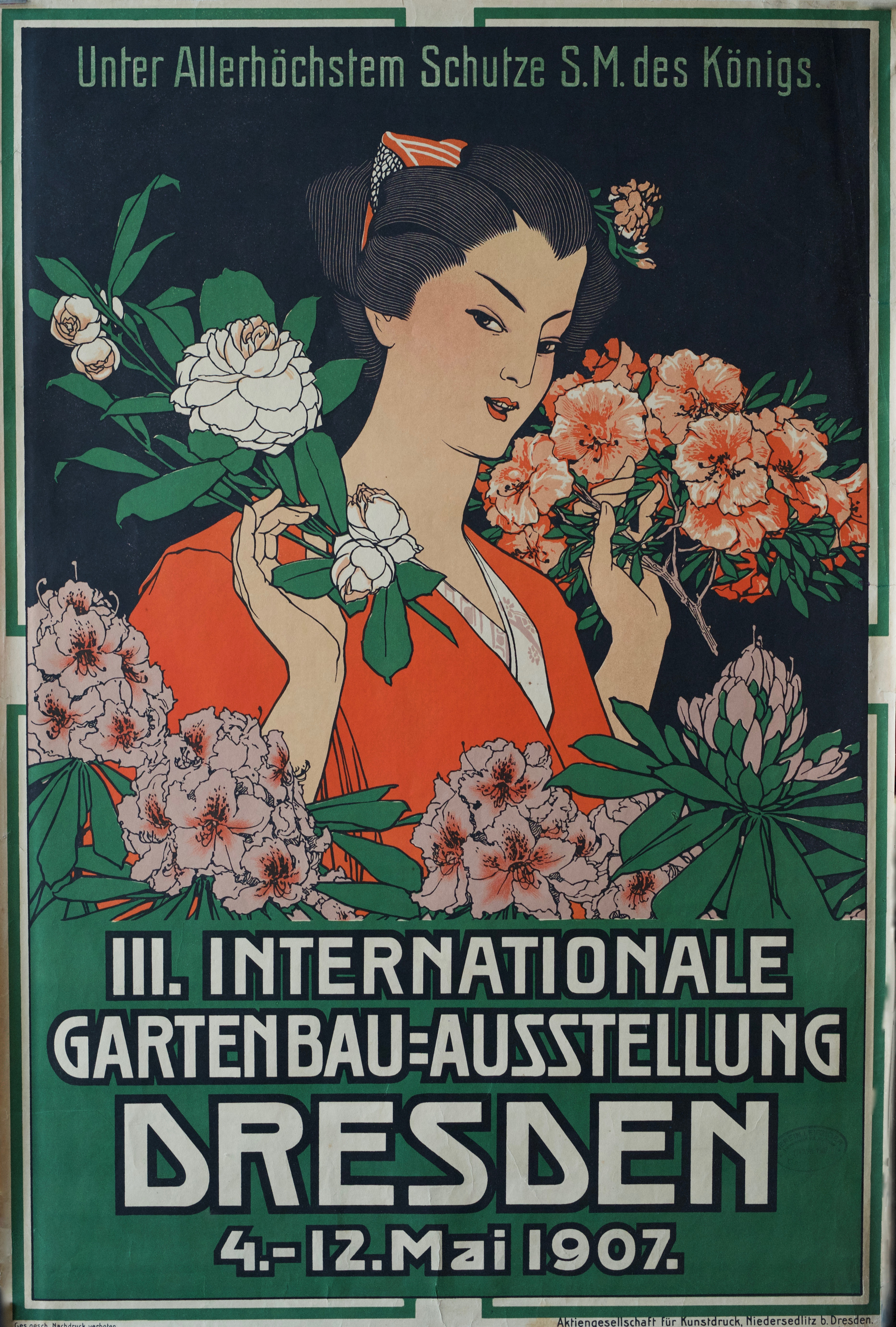
Plakat für die III. Internationale Gartenbauausstellung Dresden 4.–12. Mai 1907

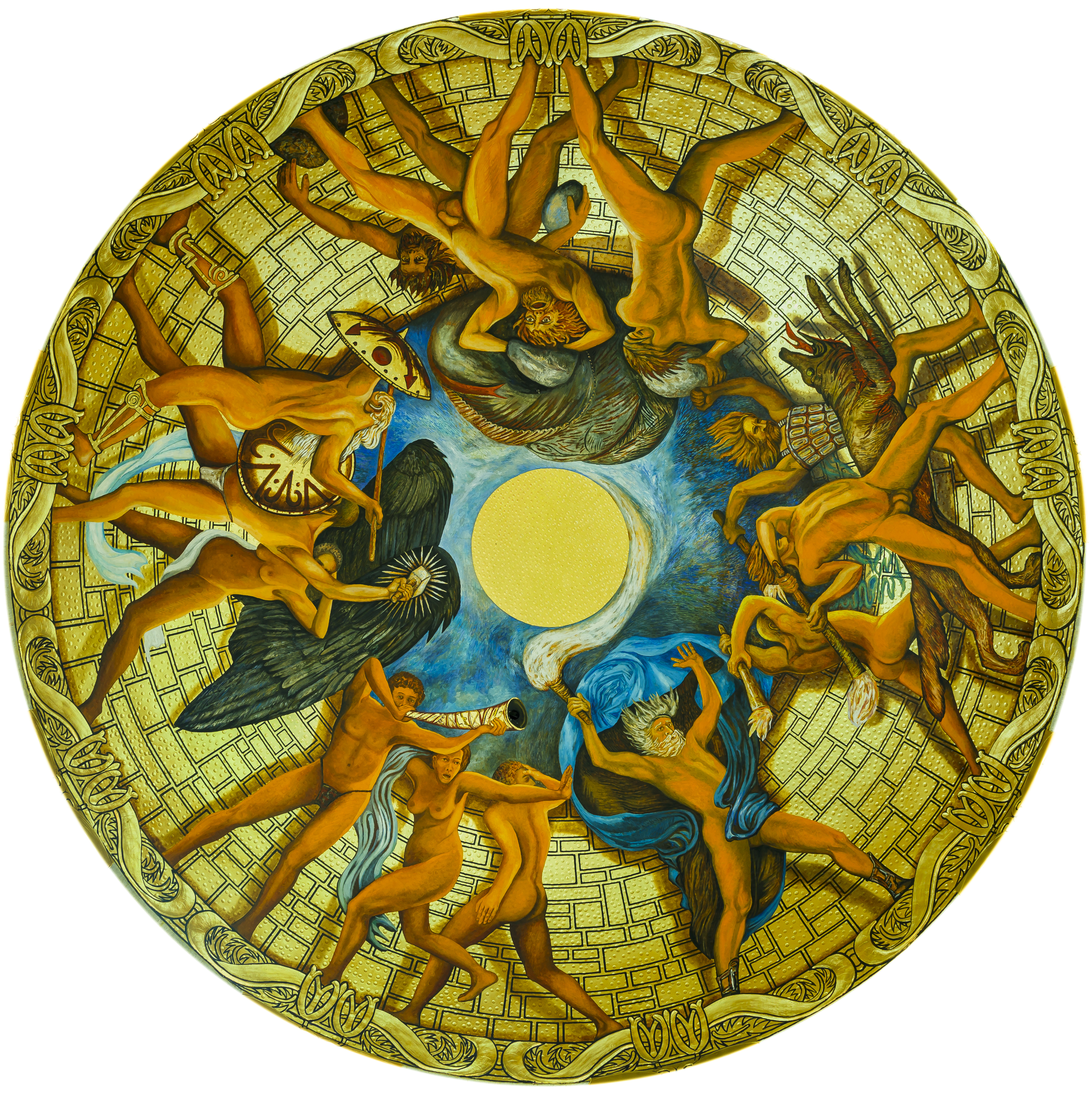
Burschenschaftsdenkmal Eisenach

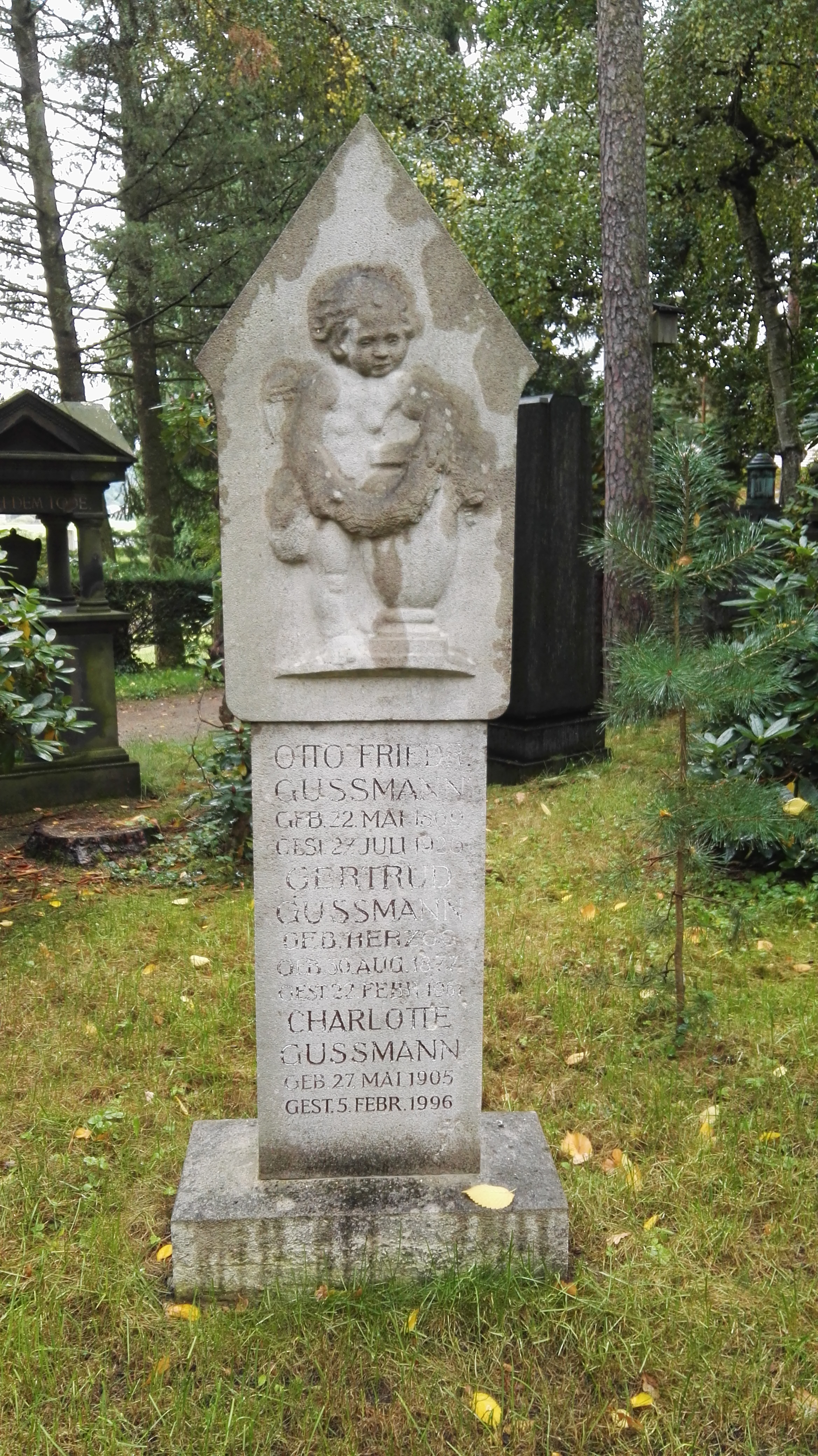
Grabstätte

Otto Friedrich Gussmann (* 22. Mai 1869 in Wachbach, Württemberg; † 27. Juli 1926 in Dresden) war ein deutscher Maler und Professor der Ornamentik und der architekturbezogenen Malerei und Designer, zwischen Expressionismus, Jugendstil und Art déco. 

## Leben
Der Pfarrerssohn Otto Gussmann nahm nach dem Besuch der Realschule eine Lehre als Dekorationsmaler in Stuttgart auf. Dort besuchte er auch die Kunstgewerbeschule. Im Jahr 1892 wechselte er an die Unterrichtsanstalt des Kunstgewerbemuseums Berlin. Vier Jahre später begann er das Studium an der Berliner Hochschule für Bildende Künste.
Nach dem Abschluss seines Studiums machte er sich einen Namen mit neuer architekturbezogener Malerei und Dekoration am Neubau des Berliner Reichstags von Paul Wallot. Wallot holte ihn 1897 als Lehrer nach Dresden. Dort wurde er später Professor der Ornamentschule an der Königlichen Akademie der Bildenden Künste, schließlich sogar Studiendirektor (Rektor) bis zu seinem Tod. Von 1915 bis 1919 war Otto Gussmann Professor an der Dresdner Kunstakademie.
Das Akademische Meisteratelier für dekorative Malerei wurde unter Gussmanns Leitung im Oktober 1910 eröffnet. Um die Jahrhundertwende war Gussmann Mitglied im Verein bildender Künstler Dresden, der ersten Dresdner Sezession. 1905 wurde er Mitglied der Künstlergruppe Die Zunft. Gussmman gestaltete das Plakat der Dritten Deutschen Kunstgewerbeausstellung 1906 in Dresden, an deren Durchführung die Mitglieder der Zunft maßgeblich beteiligt waren. Er war ebenfalls Gründungsmitglied der Dresdner Künstler-Vereinigung und der Künstlergruppe Die Brücke (1905). Als Lehrer der Brücke-Künstler nahm Gussmann an der ersten Brücke-Ausstellung teil. Seine bekanntesten Schüler waren Paul Rößler, Otto Lange, Max Pechstein, Wilhelm Rudolph, Peter August Böckstiegel, Otto Dix, Curt Großpietsch, Hermann Glöckner, Edmund Kesting, Fritz Tröger und Heinrich Burkhardt.
1904 hatte Gussmann Gertrud Herzog geheiratet. Aus der Ehe gingen drei Kinder hervor: Lotte, Fritz und Otto. Gussmann starb 1926 während der Vorbereitungsarbeiten zur Dresdner Kunstausstellung an einem Herzinfarkt. Sein Grab befindet sich auf dem Urnenhain Tolkewitz.
Otto Gussmann war Mitglied im Deutschen Künstlerbund.
1948 wurden in Radebeul in der Ausstellung Dresdner Impressionisten Bilder Gussmanns gezeigt.

## Bedeutende Werke
- 1901: Ausgestaltung des Cafe Central in Dresden in Zusammenarbeit mit Max Hans Kühne, Architekt[4]
- 1901–1902: Innengestaltung der Mosaikkuppel und -fries sowie der Glasfenster des Burschenschaftsdenkmals in Eisenach
- bis 1903: Gewölbemalerei in der Lukaskirche (Dresden) in Zusammenarbeit mit Georg Weidenbach[5]
- um 1906: Grabmal Lupprian auf dem Hauptfriedhof Braunschweig in Zusammenarbeit mit Wilhelm Kreis, Architekt
- bis 1907: Ausgestaltung des Konversationssaales des Sächsischen Ständehauses in Dresden
- 1909: Decken- und Wandmalerei sowie Glasfenstergestaltung in der Versöhnungskirche, Dresden
- 1911: Gemalte Innendekoration des Neuen Dresdner Rathauses
- 1911–1913: Innendekoration und Sekundärarchitektur im Italienischen Dörfchen, Dresden in Zusammenarbeit mit Hans Erlwein, Architekt

## Ehrungen
Die Gußmannstraße in Dresden-Strehlen ist nach Otto Gussmann benannt.